# Институт систематики и экологии животных СО РАН
Институ́т систематики и экологии СО РАН — один из старейших институтов Сибирского Отделения Академии Наук, организован в 1943 году как Медико-Биологический институт. Расположен в Новосибирске.

## Общие сведения
Основными направлениями научной деятельности ИСЭЖ являются структурно-функциональная организация популяций и сообществ животных как основа устойчивого существования и эволюции живых систем, а также экология сообществ и биоразнообразие: систематика, инвентаризация, мониторинг и ресурсные оценки животного мира.

## История
Институт был организован в 1943 году специальным Постановлением Совнаркома СССР (№ 1149 от 21.10.1943) как Медико-Биологический институт. С 1953 года носил название Биологический институт СО АН СССР, а с 1993 года — Институт систематики и экологии животных Сибирского отделения Российской академии наук. В 2007 г. переименован в Учреждение Российской академии наук Институт систематики и экологии животных Сибирского отделения РАН согласно постановлению Президиума РАН от 18.12.2007 № 274 «О переименовании организаций, подведомственных Российской академии наук».

## Директора
Источник
- с 1944 по 1951 — Виктор Владимирович Ревердатто, проф., д.б.н.
- с 1951 по 1953 — Сергей Ульянович Строганов, проф., д.б.н.
- с 1953 по 1954 — С. И. Глуздаков, к.б.н.
- с 1954 по 1955 — Кира Аркадьевна Соболевская, проф., д.б.н.
- с 1955 по 1978 — Алексей Игнатьевич Черепанов, проф., д.б.н.
- с 1978 по 2006 — Вадим Иванович Евсиков, член-корреспондент РАН, проф., д.б.н.
- с 2006 — Виктор Вячеславович Глупов, член-корреспондент РАН, проф., д.б.н.

## Структура
В институте 11 лабораторий, 3 тематические группы и 3 стационара. Институт обладает правом ведения образовательной деятельности - функционирует аспирантура.
- Лаборатория зоомониторинга Архивная копия от 11 мая 2017 на Wayback Machine. Зав. лаб. — Юрий Соломонович Равкин, д.б.н., проф.
- Лаборатория паразитологии. Зав. лаб — Сергей Владимирович Коняев, к. б. н.
- Лаборатория патологии насекомых Архивная копия от 12 марта 2017 на Wayback Machine. Зав. лаб. — Наталья Анатольевна Крюкова, к.б.н.
- Лаборатория поведенческой экологии сообществ Архивная копия от 9 марта 2017 на Wayback Machine. Зав. лаб. — Жанна Ильинична Резникова, д.б.н., проф.
- Лаборатория систематики беспозвоночных животных Архивная копия от 28 апреля 2017 на Wayback Machine. Зав. лаб. — Анатолий Васильевич Баркалов, д.б.н.
- Лаборатория структуры и динамики популяций животных Архивная копия от 17 января 2017 на Wayback Machine. Зав. лаб. — Евгений Анатольевич Новиков, д.б.н.
- Лаборатория филогении и фауногенеза Архивная копия от 12 марта 2017 на Wayback Machine. Зав. лаб. — Андрей Александрович Легалов, д.б.н.
- Лаборатория экологии беспозвоночных животных Архивная копия от 12 марта 2017 на Wayback Machine. Зав. лаб. — Татьяна Александровна Новгородова, д.б.н.
- Лаборатория экологии сообществ позвоночных животных Архивная копия от 12 марта 2017 на Wayback Machine. Зав. лаб. — Юрий Нарциссович Литвинов, д.б.н.
- Лаборатория экологической паразитологии. Зав. лаб. — Вадим Юрьевич Крюков, д.б.н.
- Лаборатория экологической физиологии. Зав. лаб. — Вячеслав Викторович Мартемьянов, д.б.н.
- Тематическая группа экологии птиц Архивная копия от 23 декабря 2016 на Wayback Machine.
- Телецкий научный стационар (расположен в пос. Артыбаш, Турочакский район, Республика Алтай) Архивная копия от 11 мая 2017 на Wayback Machine. Руководитель — Чупин Игорь Иосифович, к.б.н.
- Карасукский научный стационар. Руководитель — Владимир Александрович Шило, к.б.н.
- Чановский научный стационар. Руководитель — Дмитрий Евгеньевич Тараненко, к.б.н.

- Аспирантура [8] Института работает по 2 специальностям: "Зоология" и "Энтомология".

## Сотрудники института
В институте работают более 160 человек, в том числе, 7 профессоров, 22 доктора наук, 67 кандидатов наук.

## Дирекция
- Директор — Глупов, Виктор Вячеславович проф., д.б.н., член-корреспондент РАН.
- Зам. директора по научной работе
  - Андрей Александрович Легалов, д.б.н.
  - Юрий Александрович Носков, к.б.н.